# Weberogobius amadi
Mugilogobius amadi là một loài cá thuộc họ Gobiidae. Nó là loài đặc hữu của Indonesia.